# 鎌倉文学館
鎌倉文学館（かまくらぶんがくかん）は、神奈川県鎌倉市長谷にある鎌倉ゆかりの文学、特に鎌倉文士をテーマにした鎌倉市立の資料館。建物は1936年（昭和11年）築の前田侯爵家の旧別邸であり鎌倉三大洋館の一つである。文学館は1985年（昭和60年）11月に開館した。
大規模改修のため2023年（令和5年）4月から休館しており、再開館は2029年（令和11年）4月頃の予定である。大規模改修期間中は指定管理者制度はとられず鎌倉市の直営となっている。

## 概要

### 展示
豊かな自然と歴史的遺産を持つ鎌倉は、明治以降、多くの文学者が居住・滞在し、創作活動を行ったことで知られている。鎌倉にゆかりある文学者は、川端康成、夏目漱石、芥川龍之介、与謝野晶子ら300人以上に上る。常設展では、鎌倉ゆかりの作家の直筆原稿、手紙、愛用品等を展示し、4部構成で紹介している。

### 施設
1890年頃に侯爵 前田利嗣の鎌倉別邸として建てられたが、1910年（明治43年）に火事により失われた。現在の建物は侯爵 前田利為が1936年（昭和11年）に洋風に全面改築した建築物である。渡辺栄治が設計し、竹中工務店が施工している。 
戦後の一時期、デンマーク公使や内閣総理大臣 佐藤栄作の別荘として使用されたが、1983年に前田利建から鎌倉市に寄贈され、外観をそのままに内部の補修・収蔵庫の新築をおこない、1985年（昭和60年）10月31日に開館した。
2000年（平成12年）4月28日、国の登録有形文化財となった。建物正面にバラ園があり、毎年5月から6月にかけてバラまつりが開催される。

## 近隣の観光
- 吉屋信子記念館

## 所在地
神奈川県鎌倉市長谷1丁目5番3号　※駐車場は無し

## 歴代館長
- 初代 永井龍男（1985年 - 1990年）
- 2代 清水基吉（1990年 - 2004年）
- 3代 山内静夫（2004年 - 2012年）（里見弴四男）
- 4代 富岡幸一郎（2012年 - ）

## 改修工事
建物は1936年（昭和11年）に旧前田侯爵家の別邸として建てられたが、雨漏りや床の沈下など、老朽化に伴う不具合が進行していたため2029年（令和11年）にかけて改修工事が行われることになった。
文学館に隣接して1971年（昭和46年）に前田家17代当主の前田利建によって建てられた鉄筋コンクリート造2階建ての洋館があり、2010年（平成22年）に鎌倉市に寄付された。しかし、室内に階段が多く、敷地の一部が土砂災害特別警戒区域となったことから、文学館の改修工事に合わせて解体されることとなった。

## 交通

### 電車
- 江ノ島電鉄線「由比ヶ浜駅」下車徒歩7分

### バス
- 鎌倉駅から「藤沢・大仏方面行き」で「海岸通り」下車徒歩3分